# Heteracris adspersa
Heteracris adspersa är en insektsart som först beskrevs av Ludwig Redtenbacher 1889.  Heteracris adspersa ingår i släktet Heteracris och familjen gräshoppor. Inga underarter finns listade i Catalogue of Life.